# Stanislav Hočevar
Stanislav Hočevar (Jelendol, 12. studenoga 1945.), beogradski je nadbiskup metropolit u miru.

## Životopis
Monsinjor Stanislav Hočevar rođen je 12. studenoga 1945. godine u selu Jelendol, župa i općina Škocjan kod Novog Mesta na području nadbiskupije Ljubljana, Slovenija. Po svršetku osnovne škole u Škocjanu 1960. godine pridružio se Don Boscovim salezijancima. Školovao se u gimnaziji u Križevcima i u Rijeci, a potom je stupio u novicijat salezijanaca. Vojsku je služio u Skoplju 1966./67. Zatim je bio učitelj u novicijatu u Želimlju kod Ljubljane. Bogoslovlje je studirao na Teološkom fakultetu u Ljubljani. Postao je svećenik 29. lipnja 1973. godine.
Magistrirao je na Teološkom fakultetu u Ljubljani 1979. godine s tezom iz teologije: "Osobni grijeh u današnjoj hamartologiji." (Osebni greh v današnji hamartologiji). Od 1973. godine bio je nastavnik u malom sjemeništu u Želimlju, a od 1979. godine ravnatelj te salezijanske ustanove.

## Biskup
Dvije godine (1982. – 84.) bio je zamjenik salezijanskog provincijala u Sloveniji. Zatim je četiri godine bio ravnatelj internata za srednjoškolce - Modestovog doma u Celovcu (Klagenfurt) u Austriji. Godine 1988. bio je prvi put izabran za provincijala salezijanaca u Sloveniji, a od 1994. do 2000. godine obavlja drugi mandat te iste službe. Sudjelovao je na četiri generalna kapitula salezijanaca u Rimu. Dva mandata je bio predsjednik Konferencije viših redovničkih poglavara i poglavarica Slovenije, i zatim dvije godine generalni tajnik iste konferencije.
Na svetkovinu Gospodnjeg navještenja, 25. ožujka 2000. godine papa Ivan Pavao II imenovao ga je za nadbiskupa koadjutora u Beogradu. Biskupsko ređenje primio je 24. svibnja 2000. godine u crkvi Marije Pomoćnice na Rakovniku u Ljubljani. U Beograd dolazi za Duhove 2000. godine. Na plenarnoj sjednici Biskupske konferencije Jugoslavije u jeseni 2000. godine prima dužnosti referenta za katehezu i mlade, za redovnički život te postaje predsjednik biskupske komisije za Karitas.
Dana 31. ožujka 2001. godine papa Ivan Pavao II., prihvaća molbu za razrješenje dosadašnjeg beogradskog nadbiskupa Franca Perka i tim istim mons. Stanislav Hočevar preuzima mjesto beogradskog nadbiskupa. Dana 16. travnja 2001. godine izabran je za predsjednika Biskupske konferencije SR Jugoslavije u kojoj je obavljao i druge funkcije.
Dana 5. studenoga 2022., papa Franjo prihvatio je njegovo odreknuće od službe zbog navršene kanonske dobi.

## Djela
- Peter s Poljske (1978)
- Odpri srce (1983)
- Veliko znamenje (1988)
- Leta velikega dozorevanja (urednik) (1998)
- Mir tebi, Balkan (1999)
- Anin sklad (1999)

## Vanjske poveznice
- Blic on line, Tag: Stanislav Hočevar  Arhivirana inačica izvorne stranice od 30. ožujka 2013. (Wayback Machine) (srp.)
- Mag. Stanislav Hočevar o srečanju v Beogradu, Radio Vatikan 15. veljače 2011.[neaktivna poveznica] (slov.)
- Archbishop Stanislav Hočevar SDB (Catholic Hierarchy) (engl.)
- Katolički tjednik 2006  Arhivirana inačica izvorne stranice od 25. prosinca 2014. (Wayback Machine) Pomirenje i suradnju možemo promicati samo svi zajedno], Razgovarao Ivo Tomašević
- Radio Vatikan: Msg. Stanislav Hočevar o začetku postopka za beatifikacijo božjega služabnika Andreja Majcena (slov.)
- Pobedimo sebičnost! Večernje novosti online, 19. travnja 2011. (srp.)

| Prethodnik: | Beogradski nadbiskup (2001. – 2022.) | Nasljednik:  |
| Franc Perko | Beogradski nadbiskup (2001. – 2022.) | László Német |